# 訃報 1983年10月
訃報 1983年10月（ふほう 1983ねん10がつ）では、1983年（昭和58年）10月中に物故した、又は物故が報じられた人物についてまとめる。

## （1日 - 15日）

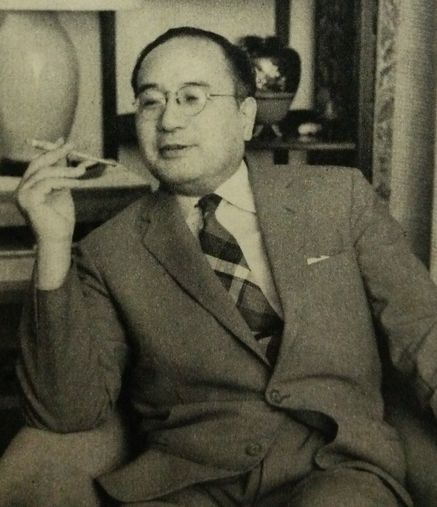
堀内敬三／10月12日没

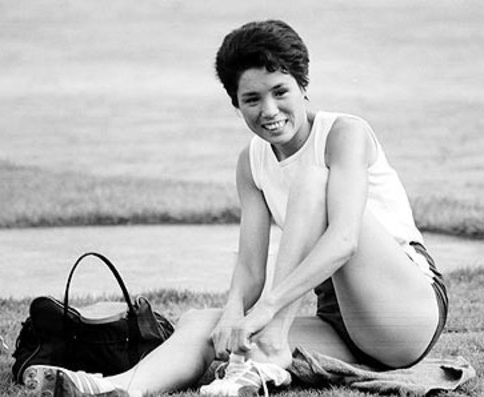
依田郁子／10月14日没

- 10月3日 - 花登筺、小説家・脚本家(* 1928年)
- 10月7日 - 橘英雄[1]、元よみうりテレビ代表取締役最高顧問(* 1912年)
- 10月12日 - 堀内敬三、作曲家(* 1897年)
- 10月14日 - 依田郁子、陸上競技の選手(* 1938年)

## （16日 - 31日）

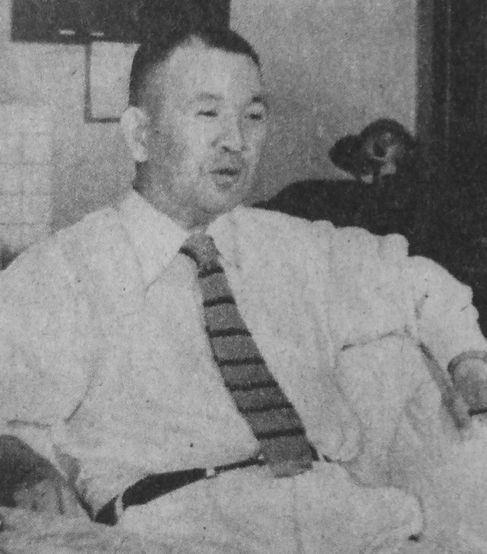
河野謙三／10月16日没

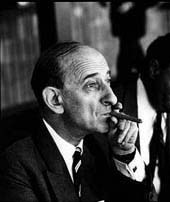
レイモン・アロン／10月16日没

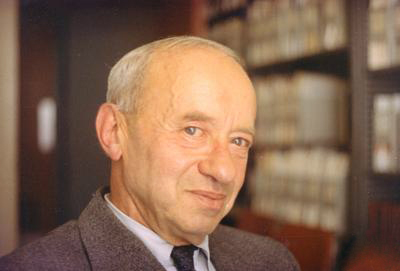
アルフレト・タルスキ／10月26日没

- 10月16日 - 河野謙三、第11・12代参議院議長(* 1901年)
- 10月17日 - レイモン・アロン、社会学者・哲学者(* 1905年)
- 10月23日 - 高橋徹、レーシングドライバー(* 1960年)
- 10月26日 - アルフレト・タルスキ、数学者・論理学者(* 1901年)